# Хосе-Мармоль
Хосе-Мармоль (исп. José Mármol) — город в Аргентине в провинции Буэнос-Айрес. Часть агломерации Большой Буэнос-Айрес.

## История
В 1880 году губернатор провинции Буэнос-Айрес Карлос Техедор, проигравший выборы президента страны Хулио Роке, поднял против него вооружённое восстание. После подавления восстания Техедор был вынужден уйти в отставку с поста губернатора, и новым губернатором провинции Буэнос-Айрес стал Дардо Роча. В связи с усилившимися процессами централизации страны и утверждения роли Буэнос-Айреса именно как федеральной столицы, возникла идея разделить столицы страны и штата, и было решено перенести столицу штата Буэнос-Айрес в специально построенный город Ла-Плата.
Чтобы соединить Ла-Плату с западной частью провинции напрямую, была проложена железнодорожная ветка в обход Буэнос-Айреса, на которой 15 апреля 1884 года была построена станция «Хосе-Мармоль», названная в честь писателя Хосе Мармоля. Вокруг станции постепенно вырос город.